# Paul Sabatier
Paul Sabatier (Carcassonne, 1854. november 5. – Toulouse, 1941. augusztus 14.) francia vegyész. 1912-ben Victor Grignard-ral megosztva kémiai Nobel-díjban részesült, mert felfedezte, hogy a nikkel katalizálja a szerves vegyületek hidrogénezését.

## Pályafutása
Paul Sabatier 1854. november 5-én született a dél-franciaországi Carcassonne-ban. Elemi és középiskoláit szülővárosában és Toulouse-ban végezte, majd az École normale supérieure-ön tanult. 1877-ben évfolyamelsőként kapott diplomát a fizikai tudományokból. Egy darabig a nîmes-i gimnáziumban tanított, majd 1878-ban Marcellin Berthelot, a neves vegyész meghívta párizsi laboratóriumába. Itteni kísérleti munkája alapján 1880-ban a Collège de France-ban megszerezte doktorátusát. Egy évig a bordeaux-i, utána pedig a Toulouse-i Egyetemen tanított; utóbbin 1884-ben, mikor betöltötte a poszthoz minimálisan szükséges harmincéves kort, megkapta a kémiai részleg vezetését.
1905-ben ő lett a természettudományi tanszék dékánja; ezt a pozíciót egészen 1926-ig betöltötte. 1907-ben Sabatier-nek felajánlottak egy professzori katedrát a párizsi Sorbonne-on és a Collège de France-on is (utóbbi Berthelot megüresedő helye volt). Bár tisztában volt azzal, hogy ha tagja akar lenni az Akadémiának, akkor Párizsban kell laknia, mégis inkább Toulouse-ban maradt. 1913-ban a Francia Természettudományi Akadémia létrehozott hat pozíciót a vidéki tudósok számára is és az egyiket Sabatier kapta meg. Elérte, hogy az egyetemen vezessék be a vegyészmérnöki, villamosmérnöki és agrármérnöki oktatást. Személyes példamutatásával és adminisztratív úton is azt igyekezett elérni, hogy a francia felsőoktatás és tudományos élet ne csak Párizsban koncentrálódjék.

## Tudományos munkássága
Sabatier Berthelot laboratóriumában kezdte kutatói tevékenységét, itt elsősorban termokémiával foglalkozott. Tanulmányozta a szulfátokat, kloridokat, hidrogén-diszulfidot állított elő vákuumdesztillációval, izolálta a bór- és szilícium-szelenidet. Spektrofotométeres módszerrel vizsgálta a bázisok két sav közötti megoszlását. 1895-ben kezdte el kísérleteit, melyben fém-oxidokat redukált hidrogénnel fémmé, de ekkor olvasta, hogy brit vegyészek finomra őrölt nikkelt szén-monoxiddal reagáltatva nikkel-karbonilt állítottak elő. Ennek alapján 1896-ban sikeresen reagáltatta a nitrogén-peroxidot fémes rézzel, kobalttal, nikkellel és vassal. Miután megtudta, hogy Henri Moissan hasonló kísérleteiben az acetiléngázzal nem járt sikerrel, ő az etilénnel próbálkozott. Nikkel-oxidon 300 °C-on hidrogént fúvatott keresztül, hogy nikkellé redukálja, majd etilént áramoltatott rá, ám a keletkező gáz nem hidrogén volt, mint Moissan jósolta, hanem etán, mert az etilén hidrogéneződött. 1901-ben nikkelkatalízis-módszerével sikerült benzolból ciklohexánt készítenie, majd bemutatta használhatóságát telítetlen ketonok, aldehidek, fenolok és nitrilek esetében is, valamint sikeresen állított elő szén-dioxidból metánt (Sabatier-reakció).
Kidolgozott egy új elméletet a katalizátorok működésére: a 19. századi elképzeléssel szemben, miszerint a katalizátor (a platina, mert akkor csak ezt ismerték) csak fizikailag abszorbeálja a kiindulási anyagokat és egymás közelébe hozza őket, Sabatier azt állította, hogy a katalizátor reakcióba is léphet a vegyületekkel és instabil köztiterméket hoz létre, amely könnyebben reagál a másik kémiai anyaggal.
Módszerét a későbbiekben széleskörűen alkalmazták az iparban, főleg a petrolkémiában, metanolgyártásban és margaringyártásban, de Sabatiert nem érdekelték eredményei gyakorlati alkalmazásai. Néhány szabadalmat azért beadott, ezek elsősorban a kőolaj alkotóelemeinek hidrogénezésére vonatkoztak.

## Díjai
Paul Sabatier 1912-ben kémiai Nobel-díjban részesült (Victor Grignard-ral megosztva) a nikkelkatalízis felfedezéséért. Kitüntették a Becsületrend parancsnoki fokozatával. 1915-ben megkapta a brit Royal Society Davy-érmét, 1918-ban pedig a Royal-érmet; 1926-ban a brit Királyi Művészeti Társaság Albert-érmét, 1933-ban pedig az amerikai Franklin-érmet.
Róla nevezték el a Toulouse-i Egyetem fiókintézményét, az Université Paul Sabatier-t (hivatalos nevén Université Toulouse III - Paul Sabatier).

## Családja
Paul Sabatier nős volt, felesége családneve Herail volt. Négy lánya született, egyikük a neves olasz vegyészhez, Emilio Pomilióhoz ment férjhez. Szabad idejében művészetekkel és kertészkedéssel foglalkozott.
Paul Sabatier 1941. augusztus 14-én halt meg Toulouse-ban, 86 évesen.